# Lentvora
Lentvora (em húngaro: Lentő) é um município da Eslováquia, situado no distrito de Lučenec, na região de Banská Bystrica. Tem 13,83 km² de área e sua população em 2018 foi estimada em 96 habitantes.

## Demografia
| Ano:        | 1994 | 2004   | 2014   | 2024    |
| ----------- | ---- | ------ | ------ | ------- |
| Broj ljudi: | 94   | 97     | 95     | 79      |
| Razlika:    |      | +3,19% | -2,06% | -16,84% |

| Ano:               | 2023 | 2024   |
| ------------------ | ---- | ------ |
| Número de pessoas: | 77   | 79     |
| Diferença:         |      | +2,59% |